# Hexatoma breviuscula
Hexatoma breviuscula är en tvåvingeart som först beskrevs av Alexander 1929.  Hexatoma breviuscula ingår i släktet Hexatoma och familjen småharkrankar.
Artens utbredningsområde är Peru. Inga underarter finns listade i Catalogue of Life.